# Antoinette V

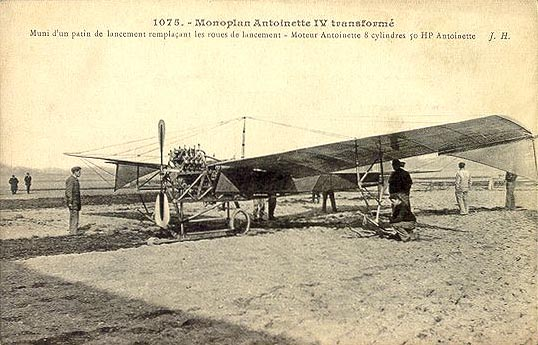
Um Antoinette V, ~1909.

O Antoinette V, foi um protótipo de um monoplano, monomotor francês construído pela Antoinette em 1908.

## Histórico
O Antoinette V era um avião de asa alta com uma fuselagem de seção triangular muito pequena e uma cauda cruciforme. Equipado com um motor V8 projetado pelo próprio Léon Levavasseur girando um par de lâminas de hélice em configuração por tração.
Em linhas gerais, o Antoinette V era uma evolução do Antoinette IV, com um trem de pouso modificado, mais estreito e com esquis tanto na dianteira quanto na traseira para prevenir capotagens e danos à cauda. Além disso a área vertical da cauda foi aumentada.
Quando entregue ao piloto de testes René Demasnet, o Antoinette V se mostrou muito fácil de pilotar e obteve algum sucesso.

## Especificação
Estas são as características do Antoinette V:
- Características gerais:
  - Tripulação: um
  - Comprimento: 11,5 m
  - Envergadura: 12,8 m
  - Área da asa: 34 m²
  - Peso vazio: 520 kg
  - Motor: 1 x Antoinette 8V, um V8 refrigerado à água de 50 hp.

- Performance:
  - Velocidade máxima: 72 km/h